# Associazione Calcio Vigevano 1956-1957
Questa voce raccoglie le informazioni riguardanti l'Associazione Calcio Vigevano nelle competizioni ufficiali della stagione 1956-1957.

## Avvenimenti
Nella stagione 1956-1957 il Vigevano disputò il decimo campionato di Serie C della sua storia.

## Divise
| 1ª maglia |

## Organigramma societario
Area direttiva
- Presidente: Santino Bettelli

Area tecnica
- Allenatore: Giovanni Costanzo

## Rosa
| N. |                   | Ruolo | Calciatore          |
| -- | ----------------- | ----- | ------------------- |
|    | Italia (bandiera) | P     | Giancarlo Gallesi   |
|    | Italia (bandiera) | P     | Giuseppe Gatti      |
|    | Italia (bandiera) | D     | Tullio Fanchini     |
|    | Italia (bandiera) | D     | Carlo Scaccabarozzi |
|    | Italia (bandiera) | D     | Antonio Toppi       |
|    | Italia (bandiera) | C     | Franco Allevi       |
|    | Italia (bandiera) | C     | Natale Bellotti     |
|    | Italia (bandiera) | C     | Pietro Dalio        |
|    | Italia (bandiera) | C     | Roberto Galimberti  |
|    | Italia (bandiera) | C     | Gianni Riva         |

| N. |                   | Ruolo | Calciatore          |
| -- | ----------------- | ----- | ------------------- |
|    | Italia (bandiera) | C     | Gastone Tellini     |
|    | Italia (bandiera) | A     | Alessandro Bozzetti |
|    | Italia (bandiera) | A     | Arturo Coates       |
|    | Italia (bandiera) | A     | Luigi Colombo       |
|    | Italia (bandiera) | A     | Sergio Gaslini      |
|    | Italia (bandiera) | A     | Mario Invernizzi    |
|    | Italia (bandiera) | A     | Rino List           |
|    | Italia (bandiera) | A     | Antonio Longoni     |
|    | Italia (bandiera) | A     | Umberto Renica      |
|    | Italia (bandiera) | A     | Francesco Mungai    |

## Risultati

### Serie C

#### Girone d'andata
| Arbitro: | De Marchi (Pordenone) |

|               |           |           |
| List 13’, 82’ | Marcatori | 38’ Perli |

| Arbitro: | Pieri (Trieste) |

|               |           |  |
| Bertolani 17’ | Marcatori |  |

| Arbitro: | Rebuffo (Milano) |

|  |           |                            |
|  | Marcatori | 50’ Teggi 52’, 88’ Rognoni |

| Livorno 7 ottobre 1956 | Livorno         | 0 – 0 | Vigevano | Stadio Comunale\| Arbitro: \| Gestro (Genova) \| |
| Arbitro:               | Gestro (Genova) |       |          |                                                  |

| Arbitro: | Migliorini (Firenze) |

|                                  |           |  |
| List 30’ Mungai 49’ Bozzetti 63’ | Marcatori |  |

| Arbitro: | Vanni (Pisa) |

|               |           |                      |
| Callegari 72’ | Marcatori | 23’ List 33’ Longoni |

| Arbitro: | Baldassarre (Udine) |

|                        |           |            |
| Coates 4’ Bozzetti 12’ | Marcatori | 31’ Rubino |

| Arbitro: | Gestro (Genova) |

|              |           |             |
| Bozzetti 38’ | Marcatori | 78’ De Vito |

| Arbitro: | Marangio (Roma) |

|                       |           |           |
| Rambone 30’ Raise 85’ | Marcatori | 71’ Dalio |

| Arbitro: | Cirone (Palermo) |

|                                                                     |           |  |
| Cergoli 3’, 48’ (rig.) Fanchini 34’ (aut.) Scaccabarozzi 39’ (aut.) | Marcatori |  |

| Arbitro: | Genel (Trieste) |

|                        |           |  |
| Gaslini Longoni Mungai | Marcatori |  |

| Arbitro: | Zaza (Molfetta) |

|                                                   |           |            |
| Ieri 34’ Balestra 59’ Tambani 79’ Fracassetti 85’ | Marcatori | 17’ Mungai |

| Arbitro: | Grignani (Milano) |

|                  |           |            |
| Longoni 70’, 83’ | Marcatori | 2’ Mologni |

| Prato 6 gennaio 1957 | Prato           | 0 – 0 | Vigevano | Stadio Lungobisenzio\| Arbitro: \| Gestro (Genova) \| |
| Arbitro:             | Gestro (Genova) |       |          |                                                       |

| Arbitro: | Morini (Reggio nell'Emilia) |

|               |           |                      |
| List 55’, 82’ | Marcatori | 10’ Rao 77’ Trevisan |

| Arbitro: | Vanni (Pisa) |

|                                     |           |                      |
| Testa 26’ Raffin 51’ Boccalatte 56’ | Marcatori | 35’ Gaslini 80’ List |

| Arbitro: | Menchini (Udine) |

|          |           |               |
| List 50’ | Marcatori | 29’ Barchiesi |

#### Girone di ritorno
| Arbitro: | Campagna (Palermo) |

|                                      |           |                                               |
| Nundini 29’ Scaccabarozzi 88’ (aut.) | Marcatori | 8’ (aut.) Zoppelletto 41’ Longoni 83’ Gaslini |

| Arbitro: | Babini (Ravenna) |

|                          |           |                             |
| Longoni 35’ Bozzetti 43’ | Marcatori | 15’ Zaramella 56’ Bertolani |

| Arbitro: | Ubezio (Novara) |

|                   |           |  |
| Mungai 48’ (aut.) | Marcatori |  |

| Arbitro: | Morini (Reggio nell'Emilia) |

|  |           |           |
|  | Marcatori | 9’ Masoni |

| Arbitro: | Basciu (Genova) |

|               |           |                                        |
| Mantovani 44’ | Marcatori | 30’ Invernizzi II 35’ Gaslini 65’ List |

| Arbitro: | Smorto (Reggio Calabria) |

|            |           |             |
| Mungai 79’ | Marcatori | 71’ Popazzi |

| Arbitro: | Cataldo (Reggio Calabria) |

|                      |           |  |
| Bislenghi 22’ (rig.) | Marcatori |  |

| Arbitro: | Zaza (Molfetta) |

|                                 |           |  |
| De Vito 24’ Fanchini 72’ (aut.) | Marcatori |  |

| Arbitro: | De Magistris (Torino) |

|                        |           |                |
| Gaslini 68’ Coates 77’ | Marcatori | 83’ Sestito II |

| Arbitro: | Leita (Udine) |

|             |           |  |
| Longoni 76’ | Marcatori |  |

| Arbitro: | Clemente (Roma) |

|                                       |           |                                |
| Bercarich 3’, 14’ Pin 43’ Gennari 71’ | Marcatori | 40’ Dalio 63’ List 63’ Colombo |

| Arbitro: | Sebastio (Taranto) |

|                      |           |            |
| List 12’ Gaslini 34’ | Marcatori | 72’ Maluta |

| Arbitro: | Annoscia (Bari) |

|                                      |           |  |
| Quoiani 18’ Mologni 37’ Fontanot 46’ | Marcatori |  |

| Arbitro: | Tavolini (Ferrara) |

|                                   |           |                                                             |
| Bozzetti 34’ Longoni 67’ List 80’ | Marcatori | 36’ (aut.) Tellini 41’ Corradino 44’ Colla 50’ (rig.) Rossi |

| Arbitro: | Fornari (Bologna) |

|                      |           |  |
| Novi 67’ Turconi 84’ | Marcatori |  |

| Arbitro: | Genel (Trieste) |

|                     |           |                       |
| Dalio 4’ Mungai 81’ | Marcatori | 85’ (rig.) Francescon |

| Arbitro: | Angelini (Firenze) |

|                                        |           |              |
| Deotto 20’, 58’ Massagrande 55’ (rig.) | Marcatori | 77’ Bozzetti |

## Statistiche

### Statistiche di squadra
| Competizione | Punti | In casa | In casa | In casa | In casa | In casa | In casa | In trasferta | In trasferta | In trasferta | In trasferta | In trasferta | In trasferta | Totale | Totale | Totale | Totale | Totale | Totale | DR  |
| Competizione | Punti | G       | V       | N       | P       | Gf      | Gs      | G            | V            | N            | P            | Gf           | Gs           | G      | V      | N      | P      | Gf     | Gs     | DR  |
| ------------ | ----- | ------- | ------- | ------- | ------- | ------- | ------- | ------------ | ------------ | ------------ | ------------ | ------------ | ------------ | ------ | ------ | ------ | ------ | ------ | ------ | --- |
| Serie C      | 31    | 17      | 9       | 5       | 3       | 29      | 21      | 17           | 3            | 2            | 12           | 16           | 34           | 34     | 12     | 7      | 15     | 45     | 55     | -10 |

### Statistiche dei giocatori[3]
| Giocatore        | Serie C  | Serie C |
| Giocatore        | Presenze | Reti    |
| ---------------- | -------- | ------- |
| F. Allevi        | 7        | 0       |
| N. Bellotti      | 13       | 0       |
| A. Bozzetti      | 28       | 6       |
| A. Coates        | 8        | 2       |
| L. Colombo       | 6        | 1       |
| P. Dalio         | 34       | 3       |
| T. Fanchini      | 26       | 0       |
| R. Galimberti    | 26       | 0       |
| G. Gallesi       | 33       | -54     |
| S. Gaslini       | 25       | 6       |
| G. Gatti         | 1        | -1      |
| M. Invernizzi    | 14       | 1       |
| R. List          | 33       | 12      |
| A. Longoni       | 24       | 8       |
| F. Mungai        | 27       | 5       |
| U. Renica        | 1        | 0       |
| G. Riva          | 3        | 0       |
| C. Scaccabarozzi | 30       | 0       |
| G. Tellini       | 26       | 0       |
| A. Toppi         | 9        | 0       |